# Terzo stile

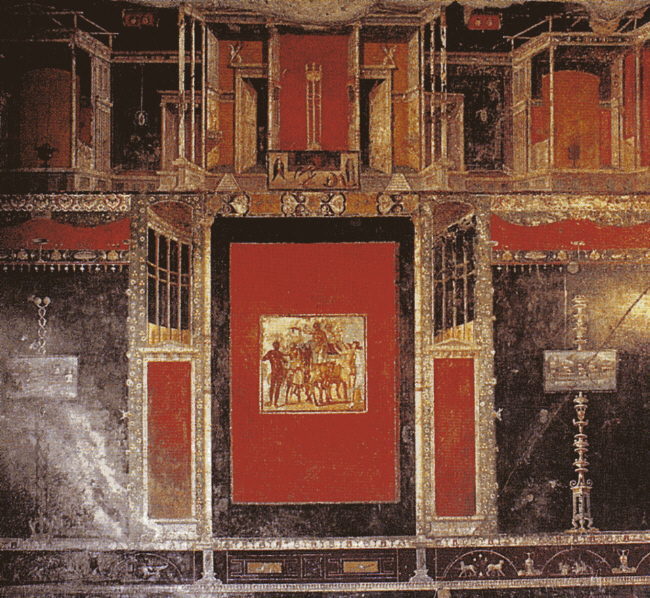
Casa di Marco Lucrezio Frontone, tablinum, scavi di Pompei

Il terzo stile pompeiano è uno dei quattro "stili" della pittura romana. Detto stile ornamentale, dal punto di vista cronologico, si sovrappose al secondo stile ed arrivò fino alla metà del I secolo, all'epoca di Claudio (41-54).
In esso venne completamente ribaltata la prospetticità e la tridimensionalità caratteristiche dello stile precedente lasciando il posto a strutture piatte con campiture monocrome, prevalentemente scure, assimilabili a tendaggi e tappezzerie, al centro delle quali venivano dipinti a tinte chiare piccoli pannelli ("pinakes") raffiguranti scene semplici e varie. Tipici sono gli ornamenti con candelabri, figure alate, tralci vegetali.